# Haplochromis worthingtoni
Haplochromis worthingtoni és una espècie de peix de la família dels cíclids i de l'ordre dels perciformes.

## Morfologia
Els mascles poden assolir els 14,1 cm de longitud total.

## Distribució geogràfica
Es troba al llac Kyoga (Uganda).